# Thomas Schnittler
Thomas Schnittler (* 31. März 1995 in Bruck an der Mur) ist ein österreichischer Fußballspieler. Seit 2016 spielt er für den ASKÖ Oedt in der OÖ Liga.

## Karriere
Schnittler begann seine Karriere in der AKA Kapfenberg. 2013 spielte er erstmals für die Regionalligamannschaft. Sein Profidebüt gab er am 36. Spieltag 2014/15 gegen den SC Austria Lustenau. Im Jänner 2016 wechselte er zum Amateurklub ASKÖ Oedt.